# Calamophyllum
Calamophyllum là chi thực vật có hoa trong họ Aizoaceae.